# Mars Telecommunications Orbiter

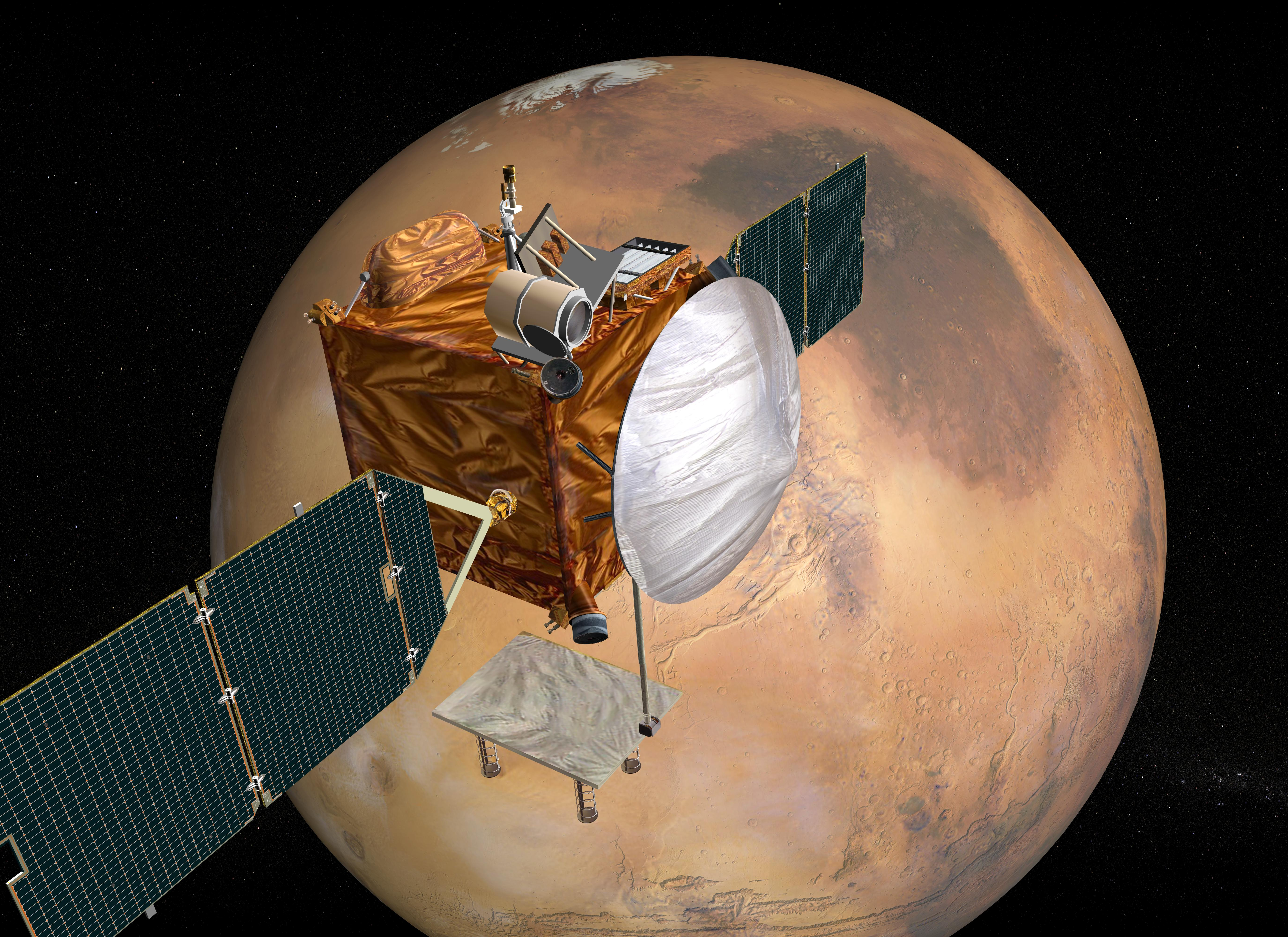
Mars Telecommunications Orbiter (NASA)

Der Mars Telecommunications Orbiter (kurz MTO) war als der erste reine Kommunikationssatellit geplant, der auf die Reise zum Mars geschickt werden sollte. Der Satellit sollte von Lockheed Martin für die NASA gebaut werden. Für MTO war ein Start für 2009 geplant und nach etwa 10 Monaten Flug sollte er im September 2010 in eine Marsumlaufbahn einschwenken, um von dort wissenschaftliche Daten von Raumsonden, die sich auf der Marsoberfläche befinden, zur Erde zu funken. Die Kosten der Mission sollten etwa 500 Millionen US-Dollar betragen. Im Juli 2005 wurde die Mission von der NASA aus Budgetgründen gestrichen.

## Mission

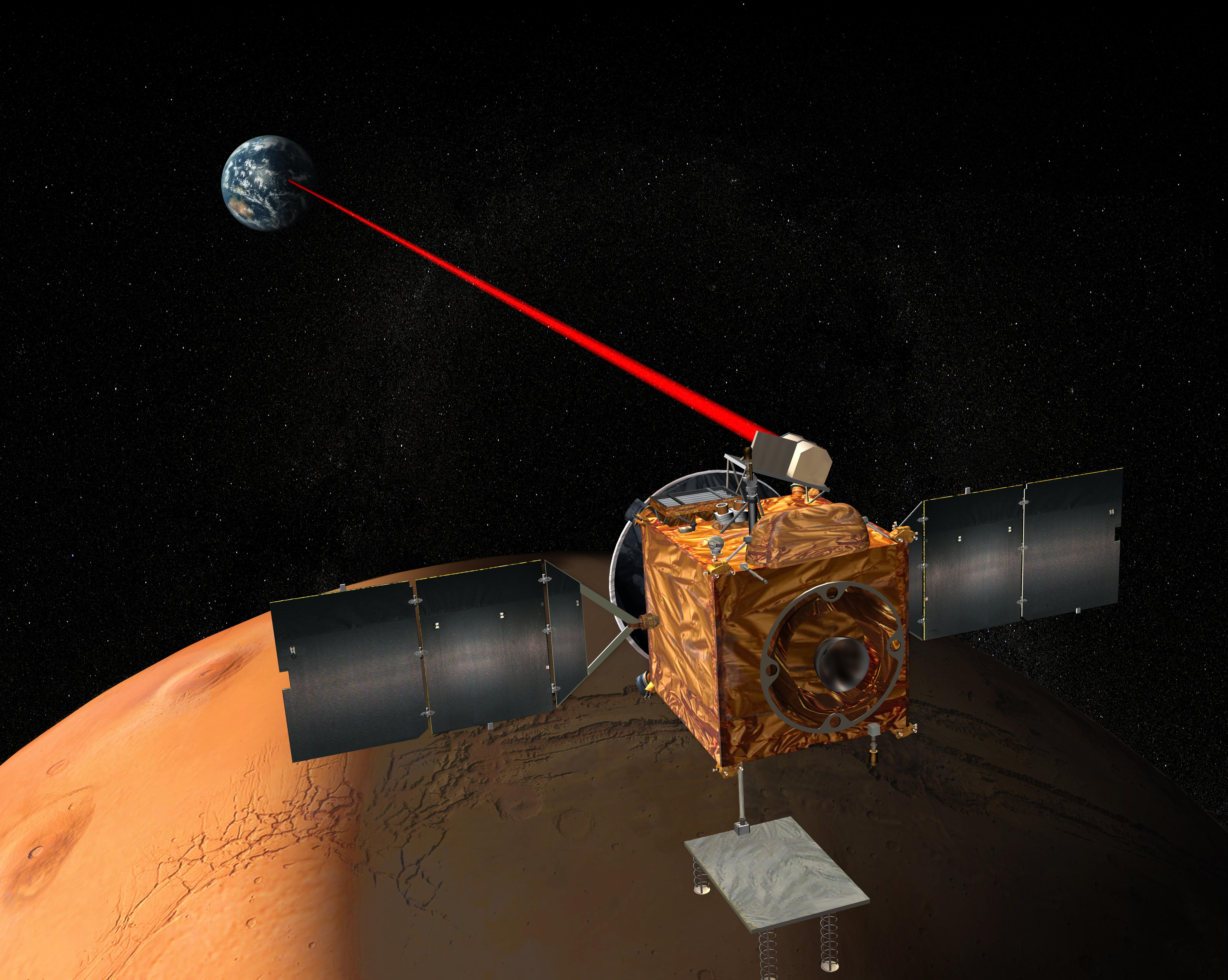
Mars Telecommunications Orbiter sollte Kommunikation mit der Erde per Laser erproben

Der Mars Telecommunications Orbiter sollte als erste Marssonde über keine wissenschaftlichen Instrumente zur Erforschung des Mars verfügen, sondern nur zur Kommunikation zwischen dem Mars und der Erde dienen. Er wurde von der NASA oft als der erste „Hub“ des interplanetaren Internets bezeichnet. Mit Hilfe des MTO sollte die Menge der zur Erde übertragenen Daten drastisch erhöht werden, so würde z. B. das Mars Science Laboratory durch den MTO 100 Mal so viele Daten übermitteln können wie ohne ihn. Außerdem sollte die Verfügbarkeit des Mars Telecommunications Orbiters die zukünftigen Raumsonden von der Notwendigkeit befreien, direkt mit der Erde kommunizieren zu müssen. Dadurch wären die Kommunikationsanlagen der Sonden kleiner und leichter, was dem Gewichtsanteil der wissenschaftlichen Nutzlast zugutekommen würde.
Als erste Raumsonde sollte der Mars Telecommunications Orbiter die Möglichkeit der Kommunikation per Laser auf planetaren Entfernungen testen. Bei dem Mars Laser Communication Demonstration Project sollten Geschwindigkeiten von 10 MBit pro Sekunde demonstriert werden, als Ziel wurden sogar 30 Mbit pro Sekunde gesetzt.
Außerdem sollte der MTO eine kleine Kugel von der Größe eines Fußballs in den Marsorbit freisetzen, um sie bis zu einer Entfernung von 6.000 km zu verfolgen. Die Daten dieses Experimentes sollten später für die Rückführung von Marsproben zur Erde nützlich sein, da bei solch einer Mission die Kapsel mit den Proben im Orbit gefunden und abgefangen werden muss, um sie zur Erde zurückzubringen.

## Technik
Der Mars Telecommunications Orbiter sollte etwa 2.000 kg wiegen, wobei das meiste Gewicht auf den Treibstoff entfallen würde, der zum Erreichen der gewünschten Marsumlaufbahn in 5.000 km Höhe nötig ist. Da für einen hohen Orbit ein treibstoffsparendes Aerobraking-Manöver in der Atmosphäre unmöglich ist, müsste beim Eintritt in die Umlaufbahn der gesamte Bremsimpuls der Sonde durch ihre Triebwerke aufgebracht werden.
Im Orbit angekommen, würde die Sonde über 7 m umfassen und neben den großen Solarpanels zur Stromerzeugung über eine etwa 2–3 m große Antenne zur Datenübertragung verfügen. Mit dieser Antenne sollte die Sonde mit dem Deep Space Network (DSN) der NASA im X-Band und Ka-Band kommunizieren können. Weitere Antennen für den UHF- und X-Band wären auf einer beweglichen Plattform montiert, um mit Sonden auf der Marsoberfläche oder in der Marsumlaufbahn zu kommunizieren.

## Ablauf der Mission
Es war geplant den Mars Telecommunications Orbiter 2009 mit einer Rakete der Atlas-V-Klasse von Cape Canaveral aus zu starten, der etwa 10 Monate später im September 2010 in eine Marsumlaufbahn eintreten sollte. Damit sollte er einen Monat vor der Ankunft des Mars Science Laboratory (dessen Start 2009 stattfinden sollte, dann auf 2011 verschoben wurde) seinen Platz auf einem 5.000 km hohen Marsorbit einnehmen. Dieser Orbit ist ungefähr 20 Mal so hoch, wie der Orbit einer wissenschaftlichen Marssonde, die so niedrig fliegen muss, um der zu untersuchenden Marsoberfläche möglichst nah zu sein. Da für den Orbit eines Kommunikationssatelliten andere Prioritäten gelten, nämlich von einer Landestelle aus gesehen möglichst lange über dem Horizont zu sein, wurde für den MTO ein so hoher Orbit gewählt. Außerdem kann ein Marssatellit in einem hohen Orbit fast rund um die Uhr im Kontakt mit der Erde stehen, da er viel seltener vom Mars abgedeckt wird.
Der MTO wurde für eine garantierte Missionsdauer von sechs Jahren ausgelegt, danach sollte er mindestens weitere vier Jahre um den Mars kreisen und dabei jeden Tag bis zu 15 Gigabit von Daten aller zukünftiger Marssonden aller Arten und Nationen zur Erde senden. Den Start des nächsten Kommunikationssatelliten als Ersatz für den MTO plante die NASA etwa für das Jahr 2018.
Später tauchte der für 2011 bzw. 2013 geplante Mars Science and Telecommunications Orbiter (MSTO) in den Plänen der NASA auf, der einige Aufgaben des MTO hätte übernehmen sollen. MSTO wurde jedoch aufgrund ungenauer Zielsetzung eingestellt.